# Vivre (film, 2022)
Pour les articles homonymes, voir Vivre.
Pour plus de détails, voir Fiche technique et Distribution.
Vivre est un film dramatique britannique réalisé par Oliver Hermanus et sorti en 2022. Il s'agit d'un remake du film japonais du même nom d'Akira Kurosawa sorti en 1952 et lui-même inspiré du roman La Mort d'Ivan Ilitch de Léon Tolstoï.

## Synopsis
En 1953, l'Europe se remet peu à peu de la Seconde Guerre mondiale. À Londres, M. Williams est un fonctionnaire expérimenté. Mais il se sent cependant totalement impuissant et inutile dans cette ville en pleine reconstruction. Cet homme à la vie morne et sans intérêt va voir son existence bouleversée quand il découvre qu'il est atteint d'une maladie grave. Après avoir fait le bilan de sa vie, il décide de vivre enfin sa vie pleinement, loin de son quotidien banal.

## Fiche technique
- Titre français : Vivre
- Titre original : Living
- Réalisation : Oliver Hermanus
- Scénario : Kazuo Ishiguro, d'après le scénario original d'Akira Kurosawa
- Musique : Emilie Levienaise-Farrouch
- Photographie : Jamie Ramsay
- Montage : Chris Wyatt
- Décors : Sarah Kane
- Costumes : Sandy Powell
- Production : Stephen Woolley et Elizabeth Karlsen
  - Production déléguée : Daniel Battsek, Emma Berkofsky, Peter Hampden, Kazuo Ishiguro, Ko Kurosawa, Ollie Madden, Norman Merry, Kenzo Okamoto, Nik Powell, Ian Prior, Thorsten Schumacher et Sean Wheelan
  - Coproduction : Jane Hooks et Anthony Muir
  - Production associée : Kate Alberts
- Sociétés de production : British Film Institute, Number 9 Films Ltd., Film4 et Ingenious Film Partners
- Sociétés de distribution : Metropolitan Filmexport (France), Lionsgate (Royaume-Uni)
- Pays de production :  Royaume-Uni
- Langue originale : anglais
- Format : couleur — 1,48:1
- Genre : drame
- Durée : 102 minutes
- Dates de sortie :
  - États-Unis : 21 janvier 2022 (festival de Sundance)
  - Canada : 13 janvier 2023
  - Suisse : 25 septembre 2022 (Festival du film de Zurich)
  - Royaume-Uni : 4 novembre 2022 (en salles)
  - Belgique : 15 octobre 2022 (Festival du film de Gand)
  - France : 28 décembre 2022

## Distribution
- Bill Nighy (VF : Hervé Bellon) : M. Williams
- Aimee Lou Wood (VFB : Claire Tefnin) : Mme Margaret Harris
- Alex Sharp (VFB : Maxime Van Santfoort) : M. Peter Wakeling
- Adrian Rawlins (VFB : Martin Spinhayer) : M. Middleton
- Hubert Burton (en) (VFB : Alexandre Crépet) : M. Rusbridger
- Oliver Chris (VFB : Antoni Lo Presti) : M. Hart
- Michael Cochrane (VFB : Jean-Paul Landresse) : Sir James
- Anant Varman (VFB : Simon Duprez) : M. Singh
- Zoe Boyle (VFB : Marcha Van Boven) : Mme McMasters
- Tom Burke (VFB : Philippe Allard) : M. Sutherland
- Barney Fishwick (VFB : Gauthier de Fauconval) : Michael Williams
- Patsy Ferran (en) (VFB : Audrey d'Hulstère) : Fiona Williams
- Lia Williams (VFB : Fabienne Loriaux) : Mme Smith
- Richard Cunningham (en) (VFB : Michel Hinderyckx) : Harvey
- Nichola McAuliffe (en) (VFB : Nathalie Hons) : Mme Blake
- Jessica Flood : Mme Porter

Version française dirigée par Déborah Perret (France) et Laurent Vernin (Belgique) chez Dubbing Brothers, d'après une adaptation des dialogues d'Olivier Delebarre.

## Production

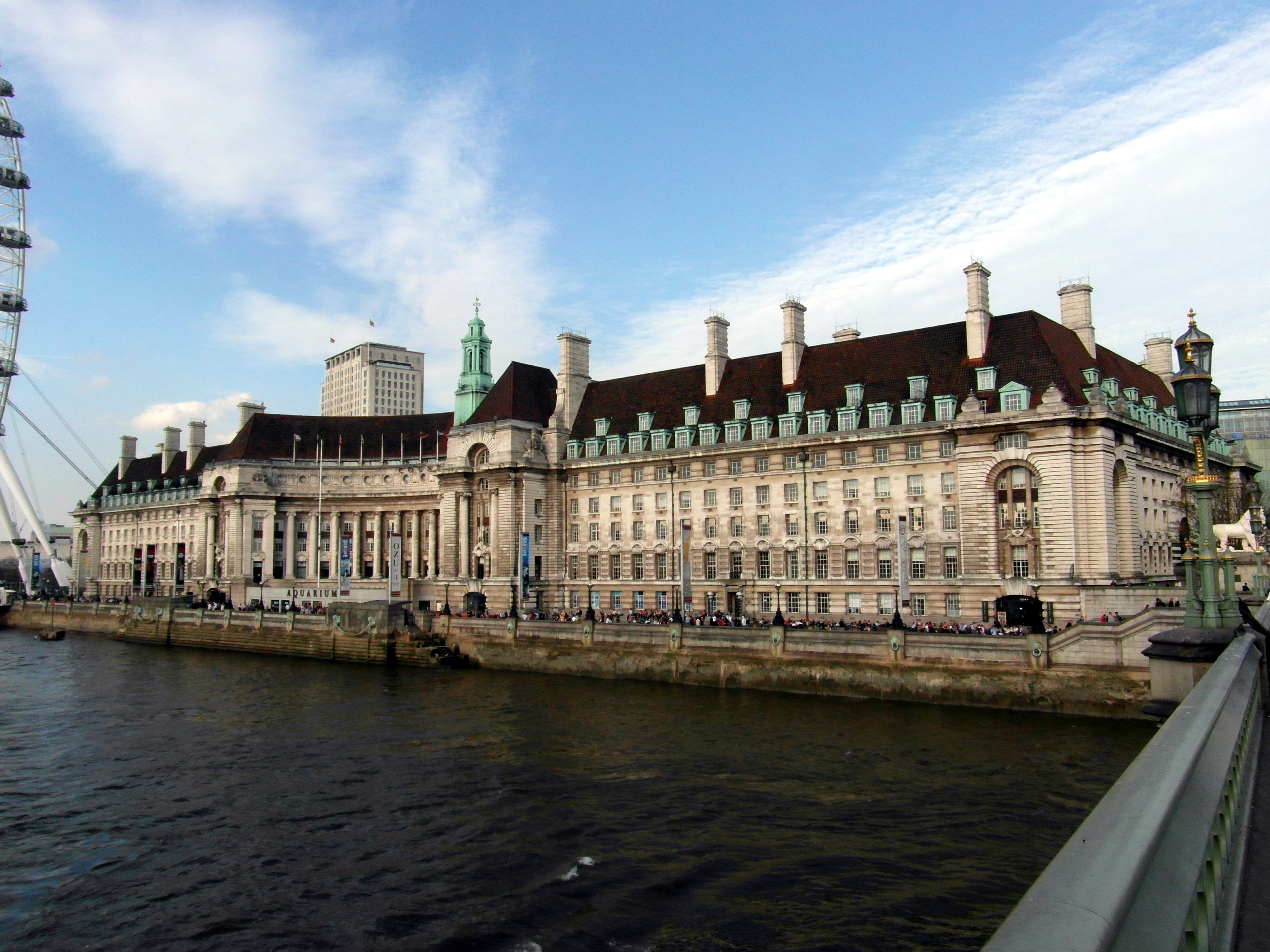
Le tournage a notamment lieu au London County Hall.

Le projet est né lors d'un diner entre le producteur Stephen Woolley (en) et l'écrivain Kazuo Ishiguro où l'acteur Bill Nighy a débarqué à l'improviste. Kazuo Ishiguro suggère quelque temps après que l'acteur devrait tenir le rôle d'un remake du film japonais Vivre (1952) d'Akira Kurosawa dont l'action serait transposée à Londres. Stephen Woolley parvient ensuite à convaincre l'écrivain d'écrire le scénario. Sa participation au projet permet par ailleurs de convaincre les ayant-droits d'Akira Kurosawa.
Dès le lancement du projet, Stephen Woolley souhaite un réalisateur non-britannique : « On a décidé – et j’y tenais particulièrement – de faire appel à un réalisateur qui n’ait pas un point de vue stéréotypé sur l’Angleterre. J’étais également convaincu qu’il nous fallait un metteur en scène très cinéphile. » Le choix se porte sur le Sud-africain Oliver Hermanus, qui avait séduit le producteur avec son film Moffie (2009).
Le tournage a lieu à Londres, Chatham, Tunsgate et Worthing. L'équipe a pu tourner dans le London County Hall.

## Accueil
Dans Télérama, Guillemette Odicino considère que le film est « une adaptation bouleversante de Kurosawa » dans laquelle « Bill Nighy fait surgir l'émotion avec finesse ».

## Distinctions

### Nominations
- Golden Globes 2023 : Meilleur acteur dans un film dramatique pour Bill Nighy
- Oscars 2023 : 
  - Meilleur scénario adapté
  - Meilleur acteur pour Bill Nighy